# 이브라힘 샴스
이브라힘 하사니엔 샴스(아랍어: إبراهيم شمس)는 이집트의 역도 선수(1917년 1월 16일 ~ 2001년)로 1936년과 1948년 하계 올림픽에 나갔다.
알렉산드리아에서 태어난 샴스는 베를린 올림픽에서 페더급 동메달을 땄다.
제2차 세계 대전으로 인하여 1940년과 1944년 양 대회가 취소되면서, 자신을 증명하는 데 1948년 런던 올림픽이 열릴 때까지 기다려야 했다. 거기서 그는 라이트 급 종목에서 총 360kg을 들어 금메달 획득에 성공하였다.
그는 1928년 암스테르담 올림픽의 다이빙 메달리스트 파리드 시마이카에 이어 2개의 메달을 딴 2번째 이집트 선수였으며, 이집트인 처음으로서 2개의 다른 올림픽에서 2개의 메달을 딴 선수가 되었다.